# Fürstentum Nitra
Als Fürstentum Nitra oder Nitraer Fürstentum (slowakisch: Nitrianske kniežatstvo, veraltet deutsch auch Fürstentum Neutra oder Neutraer Fürstentum) kurz Nitraland (slowakisch: Nitriansko), wird vor allem in der slowakischen Fachliteratur ein politisches Gebilde verstanden, welches von vor 805 bis 1110 auf dem Gebiet der heutigen Slowakei bestanden haben soll.
Seine Geschichte, territoriale Ausdehnung und politische Entwicklung sind unter Historikern umstritten.

## Eigenständig oder mährisches Teilfürstentum (805 bis 833)

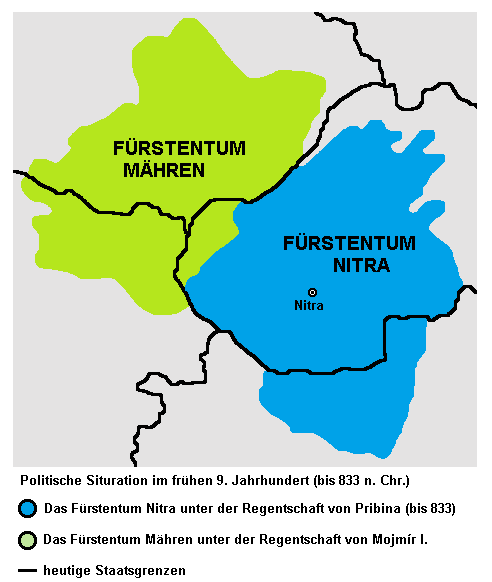
Darstellung der Theorie von den zwei bis etwa 833 koexistierenden Fürstentümern Mähren und Nitra.

Das Fürstentum Nitra entstand spätestens Ende des 8. Jahrhunderts parallel zum Fürstentum Mähren, das sich im heutigen Südmähren und in den westslowakischen Grenzgebieten befand. Beide Fürstentümer waren in Kämpfe gegen die Awaren im heutigen Ungarn verwickelt, die um 800 von den Franken endgültig geschlagen wurden. Anfang des 9. Jahrhunderts umfasste das Fürstentum Nitra Ungarn sowie die westliche Karpatoukraine (es ist aber zum Teil umstritten, ob die östlichste Slowakei und die Karpatoukraine nicht erst später im Laufe des 9. Jahrhunderts angeschlossen wurden). Im Jahre 828 wurde in Nitra (Nitrava – vergleiche Morava) vom Salzburger Bischof Adalram am Sitz des regierenden Fürsten Pribina (Privina) die erste bekannte Kirche der heutigen West- und Ostslawen geweiht. Fürst Pribina ist es gelungen, den fränkischen Einfluss in der Slowakei abzuschwächen.

## Nitra als Teil „Großmährens“ (833 bis 906)

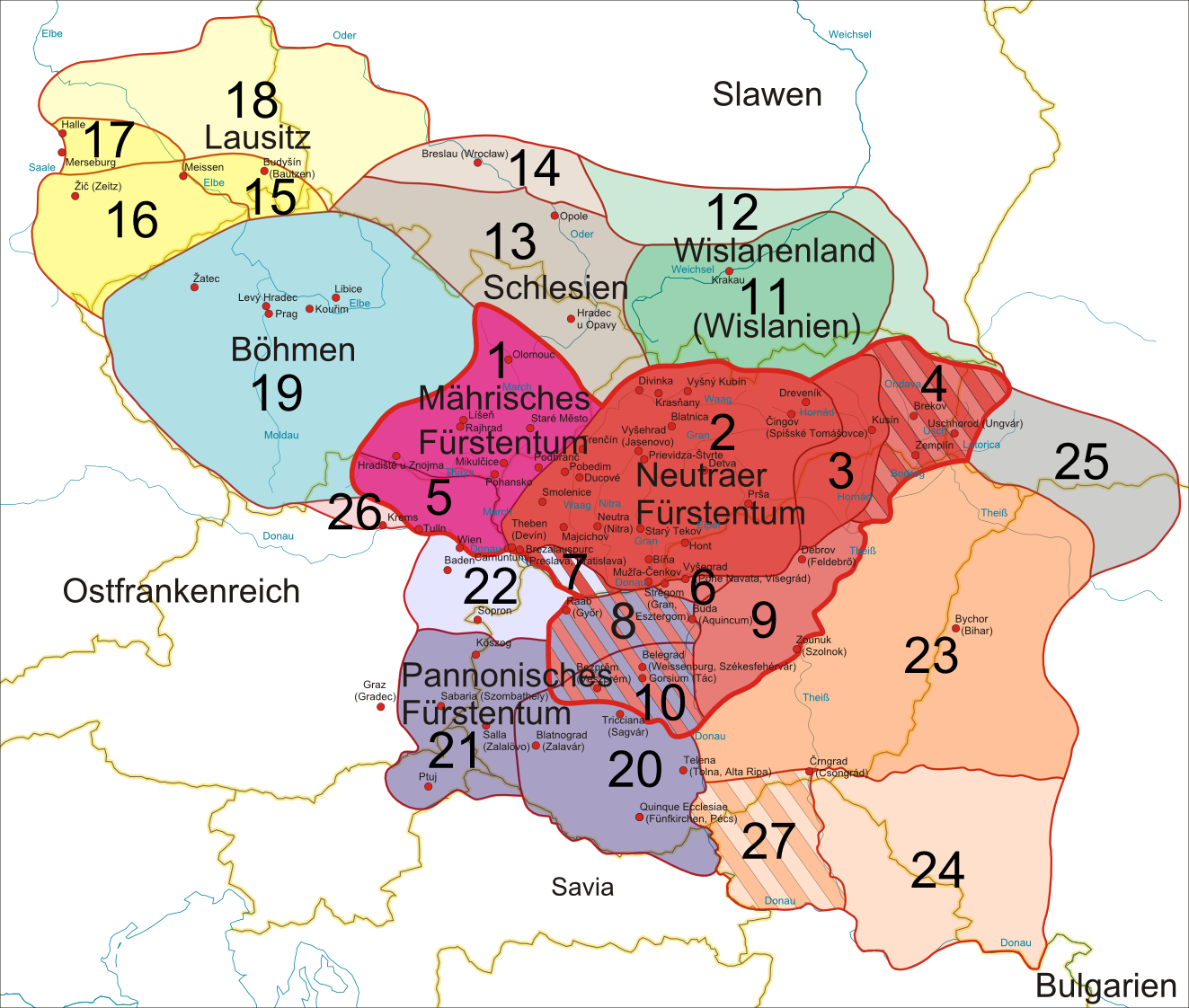
Das Fürstentum Nitra (Nummer 2) innerhalb des Mährerreiches

Im Jahre 833 wurde das Gebiet an das Fürstentum Mähren unter Fürst Mojmir I. angeschlossen, der dabei Pribina aus Nitra verjagte. Pribina gründete einige Jahre später das Plattensee-Fürstentum im heutigen südwestlichen Ungarn. Durch diese Eroberung von 833 entstand das Mährerreich, dem dann im Laufe des 9. Jahrhunderts weitere Gebiete Mitteleuropas angeschlossen wurden. Das Nitraer Fürstentum behielt innerhalb Mährens von Anfang an eine gewisse Selbständigkeit und es fungierte als Lehnfürstentum für jüngere Mitglieder der in Mähren regierenden Mojmiriden. So war beispielsweise der mächtigste mährische Fürst Svatopluk I., bevor er 871 der Fürst von Mähren wurde, zuerst (seit etwa 850) der Fürst von Nitra und etwa 867–870 der Lehnfürst von Nitra. Im Jahre 870 wurde Nitra vorübergehend – im Gegensatz zum heutigen Mähren – von Ludwig dem Deutschen regiert. Im Jahre 880 entstand hier das einzige bekannte Bistum Mährens. Sein erster Bischof war Wiching. Um 900 war Svatopluk II. der Lehnfürst von Nitra. Dieser kämpfte mit seinem im heutigen Mähren herrschenden Fürsten Mojmír II. um die Vorherrschaft im Mährerreich, was zur Schwächung des Reiches und schließlich 907 zu seiner Zerstörung durch die aus dem Osten angekommenen nomadischen Magyaren führte.

## Nitra als Sitz ungarischer Stammesführer (ca. 920 bis 1000/1001)
Die Ereignisse am Anfang des 10. Jahrhunderts sind recht unklar. In den 20er Jahren machte Lél, einer der ungarischen Stammesführer (die Ungarn bestanden damals noch aus zahlreichen Stämmen), Nitra und die südwestliche Slowakei, also den Kern des Nitraer Fürstentums, zu seinem Sitz. Der Rest der Slowakei zerfiel für Jahrhunderte – bis er sukzessive vom 11. bis zum Anfang des 14. Jahrhunderts von den Ungarn erobert wurde – in kleine, um bestimmte Burgstätten situierte slowakische Fürstentümer.
Nachdem die Ungarn, darunter auch Lél, 955 am Lechfeld geschlagen worden waren, wurde Lél von den Siegern in Regensburg exekutiert und seine Besitztümer erhielten die Arpaden. Konkret war es wahrscheinlich der arpadische Stammesführer Zoltán, der 955 das Nitraer Fürstentum erhielt, während sein Sohn Taksony im heutigen West-Ungarn regierte. Umstritten bleibt, ob Zoltan ca. 955–970 die Oberherrschaft Böhmens (siehe Přemysliden) in der heutigen Westslowakei bis zur Waag akzeptieren musste.
Als im heutigen Ungarn Geza von Arpad 971 zum Fürsten in West-Ungarn wurde, mit der Bildung eines einheitlichen Ungarns begonnen und seinen Sitz nach Gran/Esztergom (an der Donau, heutige slowakischen Grenze) verlegt hatte, machte er seinen Bruder Michael zum Lehnfürst im Nitraer Fürstentum (971–995). Michaels Frau war Adelajda (Adelhaid) die Beleknegini, die Tochter des polnischen Fürsten Mieszko I. Durch Handel und Diplomatie gelang es Michael, den ungarischen Einfluss in weitere Teile der Slowakei auszuweiten. Da er jedoch zu mächtig wurde, ließ ihn Geza 995 ermorden und Michaels Söhne Vazul und Ladislaus der Kahle flüchteten ins Ausland. Gleichzeitig ernannte Geza seinen Sohn Waik (nach seiner Taufe als Stephan I. der Heilige bekannt) zum neuen Fürsten von Nitra (995–1001). Stephan brachte seine bayerische Frau Gisela in die alte christliche Stadt Nitra mit, was einer der Gründe ist, weswegen er später ein eifriger Christianisierer des heutigen Ungarn wurde. Stephan hatte eine freundschaftliche Beziehung zu slowakischen Adeligen aus der heutigen Slowakei (vor allem zu den Poznans und Hunts). Diese halfen ihm dann auch, nach dem Tod seines Vaters im Jahre 997 den ungarischen Stammesführer Koppány aus Somogy, der der neue Herrscher nach Geza werden wollte, zu besiegen, wofür die slowakischen Adeligen später auch reich belohnt wurden.

## Nitraland unter polnischer Herrschaft (1001 bis 1030)
Im Jahre 1000 wurde Stephan I. zum König von Ungarn gekrönt. Gleich danach, im Jahre 1001, eroberte Polen die gesamte heutige Slowakei, einschließlich des bis dato in ungarischen Händen befindlichen Fürstentums Nitra (damals die südliche Slowakei). Polen ernannte die seinerzeit ins Ausland geflüchteten Cousins von Stephan, Ladislaus den Kahlen (1001 – starb 1029) und danach Vazul (1029–1030), zu Fürsten in dem nunmehr polnischen Nitraer Fürstentum.

## Nitraland als ungarisches Lehensfürstentum (1030 bis 1110)
1030 zwang König Stephan die Polen, sich aus der Slowakei zurückzuziehen, und begann, die gesamte Slowakei Ungarn anzuschließen und damit das Gebiet des Nitraer Fürstentums (wieder) auszuweiten, was im Wesentlichen im 12. Jahrhundert (im Osten jedoch erst Anfang des 14. Jahrhunderts) vollzogen war. 1031 ließ Stephan Vazul in Nitra blenden, um zu verhindern, dass er – als Stephans Cousin – der nächste König von Ungarn wird. Den drei Söhnen von Vazul – Levente, Andreas (der künftige König Andreas I.) und Bela (der künftige König Béla I.) – sowie dem Sohn Domoslav (Bonuslaus) von Ladislaus dem Kahlen gelang es, ins Ausland zu flüchten.
Domoslav wurde 1042 von Böhmen vorübergehend als Herrscher in der Westslowakei eingesetzt. Andreas und Bela hingegen kehrten später nach Ungarn zurück und setzten 1046 den ungarischen König Peter Orseolo ab.

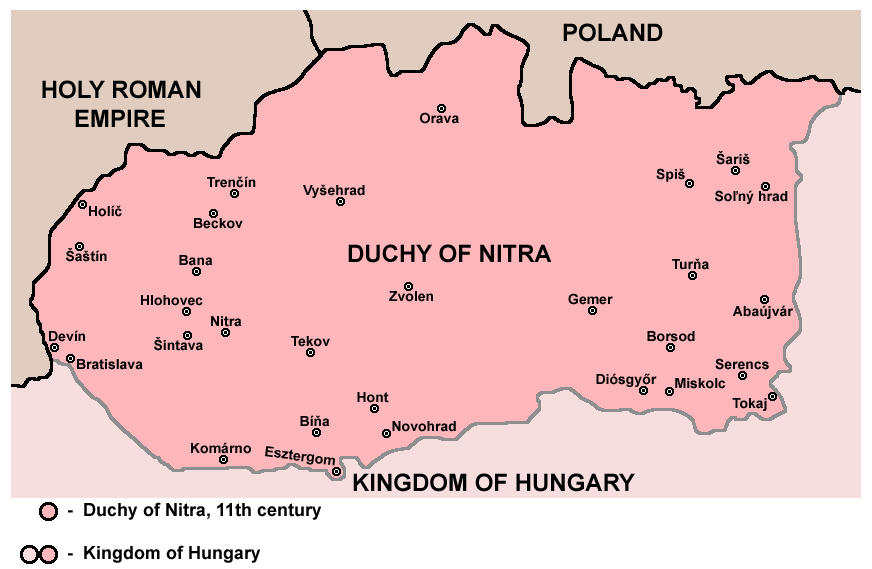
Das Herzogtum Nitra im 11. Jahrhundert laut Ján Steinhübel

Andreas wurde als Andreas I. König von Ungarn (1046–1063) und 1048 erhielt sein Bruder Béla ein Drittel Ungarns, nämlich das Fürstentum Nitra samt oberem Theiß-Lauf von Andreas als das Nitraer Grenzfürstentum mit Sitz in Nitra als Lehen. Es wird in den historischen Quellen oft als „tercia pars regni“ oder Ducatus bezeichnet. Béla erhielt den Titel eines Herzogs, wodurch das Fürstentum Nitra zu einem Herzogtum Nitra umgewandelt wurde. All die Nachfolger von Béla waren so wie Béla Mitglieder der im heutigen Ungarn regierenden Arpaden und waren meist zukünftige Könige von Ungarn (Thronanwärter). Vor allem vor 1077 führten die Herzöge eine unabhängige Außen- und Innenpolitik (eigene Münze, eigene Armee, eigene internationale Beziehungen etc.) und das Grenzfürstentum wurde auch vom Papst und den römisch-deutschen Kaisern praktisch als eigenständiger Staat behandelt. Als sich beispielsweise König Andreas I. im Konflikt mit dem Byzantinischen Reich befand, kontaktierte der byzantinische Kaiser Béla.
1059 flüchtete Béla nach Polen, nachdem Andreas I. seinen eigenen Sohn Salomon (statt wie erwartet Béla) hatte krönen lassen. 1060 kehrte Béla nach Ungarn zurück und besiegte den König. Der verwundete Andreas I., der mit der Tochter des römisch-deutschen Kaisers Heinrich III. verheiratet war, schickte seinen Sohn Salomon nach Deutschland und starb anschließend (1061). Bela wurde der neue König von Ungarn und blieb parallel dazu der Grenzfürst von Nitra. Nach Belas Tod 1063 machte Kaiser Heinrich Salomon zum neuen König von Ungarn und die Söhne von Bela – Géza, Ladislaus und Lambert – flüchteten nach Polen zu ihrem Verwandten, dem Herrscher Boleslaus II. Nachdem Heinrich Ungarn verlassen hatte, griff Boleslaus II. Salomon an, schlug ihn und zwang ihn, Geza als König von Ungarn zu akzeptieren. Schließlich wurde jedoch 1064 zwischen Salomon und den Söhnen von Bela Frieden geschlossen. Im Sinne dieses Friedens blieb Salomon König von Ungarn (1063–1074) und Ladislaus erhielt das Grenzfürstentum Nitra. Genauer gesagt wurde Géza der Herzog der Slowakei (elf Komitate), Ladislaus erhielt den oberen Theiß-Lauf (vier Komitate) und Lampert blieb mit Geza in Nitra, ohne eigene Gebiete erhalten zu haben. Bald brachen jedoch neue Konflikte aus und 1074 besiegten die drei Söhne Belas Salomon, wonach Geza (1074–1077) zum neuen König Ungarns wurde und sein Bruder Ladislaus der neue Herzog des Nitrear Grenzfürstentums und seit 1077 der König von Ungarn.
Im Jahre 1077 wurde Lambert Herzog von Nitra, König Ladislaus – der ja seinerzeit selber diesen Posten innehatte – schränkte jedoch seine Macht deutlich ein und nahm ihm die selbständige Armee. 1081 schlug König Ladislaus den ehemaligen König Salomon, der seit 1074 noch in Pressburg (Bratislava) und Umgebung herrschte, endgültig. 1095 wurde Álmos, bis dato Herzog von Kroatien (1084–1091) und König von Ost-Kroatien (1091–1095), der neue Herzog von Nitra. 1098 entstand zwischen Koloman, dem König von Ungarn, und Álmos, der von Deutschland und Böhmen unterstützt wurde, ein Konflikt, da sich Koloman 1097 zum König von Kroatien proklamierte (Krönung erst 1102). 1108 schlossen die beiden Frieden, aber Koloman verletzte ihn und ließ Almos 1108 oder 1109 blenden und in ein Gefängnis stecken, um zu verhindern, dass er der künftige König von Ungarn wird.
Diese Tat von 1108/1109 bedeutete das Ende des Fürstentums Nitra und damit eine vollständige Eingliederung der heute zur Slowakei gehörigen Gebiete in das Königreich Ungarn, die (jedenfalls für die bereits von Ungarn eroberten slowakischen Gebiete) von 1108 bis 1918 dauerte.